# Robbert Duval
Robbert Duval (Den Haag, 21 september 1649 - Den Haag, 22 januari 1732) was een prentkunstenaar, hofschilder, tekenaar en conservator, die in 1682 samen met vier andere Haagse kunstenaars de Haagsche Teekenacademie oprichtte.

## Biografie

### Opleiding
Duval was leerling bij Nicolaes Willingh (1640-1678) in Den Haag, waarna hij in 1667 voor verdere studie vertrok naar Berlijn, om vervolgens in 1688 te verhuizen naar Rome, alwaar hij lid werd van de Nederlandse kunstenaarsbroederschap Bentvueghels en het pseudoniem “La Fortune” aannam. Tussen 1671 en 1677 verbleef Duval in Venetië, waar een lokale mecenas hem financieel ondersteunde. In 1677 woonde hij bijna een jaar in het Noord-Italiaanse Padua. Nadat hij vervolgens tot 1681 nogmaals in Venetië had gewoond, keerde hij in 1682 terug in Den Haag.

### Haagse kunstwereld
In het jaar van zijn terugkeer in Den Haag, werd Duval lid van het schildersgilde Confrerie Pictura. Nog datzelfde jaar richtte hij samen met mede-gildeleden Willem Doudijns, Theodoor van der Schuer, Daniël Mijtens en Augustinus Terwesten de Haagsche Teekenacademie op, welke zou uitgroeien tot de Koninklijke Academie van Beeldende Kunsten. Duval zou meerdere malen worden gekozen tot deken van Confrerie Pictura en in de jaren 1686-1687 was hij directeur van de Haagsche Teekenacademie. Duval was leermeester van Pieter Coulers en Hendrik van Limborch.

### Conservator
Zijn terugkeer in Den Haag legde Duval geen windeieren, want naast voornoemde betrokkenheid bij de Haagse kunstwereld, werd hij datzelfde jaar door koning-stadhouder Willem III van Oranje als diens hofschilder aangesteld, belast met het conservatorschap van de schilderijencollectie op Paleis Het Loo. Vervolgens werd hij naar Hampton Court Palace in Londen gestuurd om een aantal kartons van de zestiende-eeuwse Italiaanse kunstenaar Rafaël te restaureren. Zijn tijdgenoot Johan van Gool (1685-1763), eveneens een kunstschilder en auteur van het standaardwerk “De nieuwe Schouburg der Nederlantsche Kunstschilders en Schilderessen”, schreef dat hij tegen Duval had opgemerkt dat hij het sterk ontraadde om de schilderijen met notenolie te behandelen, in plaats van een goede vernis. Volgens Van Gool zou de notenolie nog vóór stolling gaan verlopen, na verloop van tijd geel verkleuren en de schilderijen mogelijk zelfs aantasten. Ook zou de olie in de toekomst niet goed te verwijderen zijn zonder gebruik van bijtende middelen.

### Werken
Van Robbert Duval zijn niet veel kunstwerken bekend en voor zover bekend heeft er niet één de tijd overleefd. Hij schilderde voornamelijk portretten en historische allegorieën. In Paleis Het Loo beschilderde hij een plafond in een zogenoemde “Kunstzaal”. Zijn bezigheden als conservator en bestuurder namen te veel tijd in beslag om aan eigen werk toe te komen.

### Privéleven
Robbert Duval huwde met de Haagse predikantendochter Abiguel de Marées, hoewel haar vader tegen het huwelijk was. Het huwelijk was echter onvermijdelijk geworden toen zij van de kunstenaar in verwachting was geraakt. In totaal zou het paar drie zonen en een dochter krijgen. Hun jongste kind kregen ze in 1697, een zoon genaamd Samuel, die in de voetsporen van zijn vader zou treden als kunstenaar. Samuel werd door zijn vader opgeleid, verbleef net als zijn vader in Rome, gedurende drie jaren, maar zou niet lang na terugkeer in Den Haag op zesendertigjarige leeftijd komen te overlijden, omstreeks hetzelfde jaar waarin Robbert Duval stierf, die inmiddels aan dementie leed.
- Biografisch Portaal: 48532788
- Digitale Bibliotheek voor de Nederlandse Letteren: duva003
- Gemeinsame Normdatei: 102419051X
- International Standard Name Identifier: 0000 0000 6813 0451
- RKD-Nederlands Instituut voor Kunstgeschiedenis: 25132
- Système universitaire de documentation: 164980008
- Union List of Artist Names: 500045355
- Virtual International Authority File: 95979714
- WorldCat: E39PBJktjKxgHhKX4fcR9DkYyd